# U-801
 U-801  — немецкая подводная лодка типа IXC/40, времён Второй мировой войны. 
Заказ на постройку субмарины был отдан 7 декабря 1940 года. Лодка была заложена на верфи судостроительной компании «Seebeck» в Бремене 30 сентября 1941 года под строительным номером 359, спущена на воду 31 октября 1942 года, 24 марта 1943 года под командованием капитан-лейтенанта Ганса-Иоахима Бранса вошла в состав учебной 4-й флотилии. 1 ноября 1943 года вошла в состав 2-й флотилии. Лодка совершила 2 боевых похода, успехов не добилась. 17 марта 1944 года лодка была потоплена в центральной Атлантике, неподалёку от островов Зелёного Мыса, в районе с координатами 16°42′ с. ш. 30°28′ з. д. самонаводящимися торпедами «Fido» с двух самолётов типа «Эвенджер» из авиагруппы эскортного авианосца «Блок-Айленд», глубинными бомбами и артиллерийским огнём с американских эсминцев USS Corry (DD 463) и USS Bronstein (DE 189). 10 членов экипажа погибли, 47 были спасены. 